# Metropolia Lagos
Metropolia Lagos – jedna z 9 metropolii kościoła rzymskokatolickiego w Nigerii. Została ustanowiona 18 kwietnia 1950.

## Diecezje
- Archidiecezja Lagos
  - Diecezja Abeokuta
  - Diecezja Ijebu-Ode

## Metropolici
- Leo Hale Taylor (1950-1965)
- John Kwao Amuzu Aggey (1965-1972)
- kard. Anthony Olubunmi Okogie (1973-2012)
- Alfred Adewale Martins (od 2012)